# Тарн
 Тази статия е за реката във Франция.  За департамента вижте Тарн (департамент).  
Тарн (на френски: Tarn) е река в Южна Франция (департаменти Лозер, Аверон, Тарн, Горна Гарона и Тарн и Гарона), десен приток на Гарона. Дължина 381 km, площ на водосборния басейн 15 700 km².

## Географска характеристика
Река Тарн води началото си на 1606 m н.в., от западния склон на планината Севени (южната част на Централния Френски масив), на 9 km североизточно от село Ле Пон дю Монвер, в източната част на департамента Лозер. 20 km след извора си пресича малката котловина Флорак и навлиза в живописния пролом Горж дю Тарн (дължина 53 km, дълбочина 400 – 600 m), дълбоко врязан във варовиковото плато Кос. В този участък течението на реката е бързо и е съпроводено с множество прагове и малки водопади (най-голям Сабо). Преди град Мийо излиза от пролома и пресича югозападните хълмисти райони на Централния Френски масив, като тук долината ѝ значително се разширява, течението се успокоява и образува множество меандри. След град Сен Сюлпис завива на северозапад и на протежение над 50 km тече успоредно на река Гарона преди да се влее в нея отдясно, на 65 m н.в., на 4 km западно от град Муасак, департамента Тарн и Гарона
Водосборният басейн на Тарн обхваща площ от 15 700 km², което представлява 28,04% от водосборния басейн на река Гарона. На север и югозапад водосборният басейн на Тарн граничи с водосборните басейни на реките Ло, Жиру и други по-малки, десни притоци на Гарона, на североизток – с водосборния басейн на река Лоара, а на изток, югоизток и юг – с водосборните басейни на реките Рона, Еро, Орб и Од, вливаща се в Средиземно море.
Тарн получава множество притоци, по-известни са следните:
- леви – Дурби (72 km, 568 km²), Дурду (84-87 km, 550-658 km²), Ранс (64 km, 390 km²), Агу (194 km, 3497 km²);
- десни – Аверон (291 km, 5300 km²), Ламбулас (57 km, 403 km²), Колан (58 km, 456 km²), Трюйор (167 km, 3294 km²), Селе (104 km, 1289 km²), Лед (54 km, 411 km²).

Река Тарн има предимно подхранване с ясно изразено пролетно пълноводие с характерни епизодични есенни прииждания в резултат на поройни дъждове във водосборния ѝ басейн, причиняващи понякога големи наводнения. През 1930 г. става катастрофално наводнение, като нивото на реката се покачва със 17 m (отток 7000 m³/sec) залива обширни територии, причинява големи материални щети и взема 300 жертви. Среден годишен отток в устието около 250 m³/sec, максимален 8200 m³/sec.

## Стопанско значение, селища
Тарн има важно транспортно, хидроенергийно и иригационно значение. В долното си течение (до град Алби) по време на пълноводие е плавателна за плиткогазещи речни съдове. В горното и средното ѝ течение са изградени няколко малки язовира в ВЕЦ-ове за производство на електроенергия, а в долното течение част от водите ѝ се отклоняват за напояване.
Долината на реката е гъсто заселена, като най-големите селища са градовете: Флорак (департамент Лозер), Мийо (департамент Аверон), Алби (департамент Тарн), Монтобан (департамент Тарн и Гарона).